# Karl Giebel (Sänger)
Karl Giebel (auch: Friedrich Wilhelm Karl Giebel oder Karl Friedrich Wilhelm Giebel; geboren 14. Juli 1898 in Darmstadt; gestorben 5. Mai 1959 in Hannover) war ein deutscher Opernsänger in der Stimmlage Bassbariton.

## Leben
Karl Giebel begann seinen Bühnenlaufbahn 1920 in Frankfurt am Main am dortigen Opernhaus. 1923 wechselte er nach Hannover, wo er sich als „Lyrischer und Kavalier-Bariton“ niederließ und bis 1943 als Mitglied des Landestheaters wirkte, unterbrochen nur von auswärtigen Gastauftritten.
In Hannover trat Giebel in zahlreichen Rollen auf, darunter als Tamerlano in der gleichnamigen Oper von Händel, als Pizarro in Beethovens Fidelio, als Kühleborn in Lortzings Zauberoper Undine.
Bei der Uraufführung von Paul Hindemiths Miniaturoper Hin und zurück in Baden-Baden am 17. Juli 1927 nahm Giebel die Rolle des Professors wahr.
Nachdem die Nationalsozialisten zum 1. September 1935 den gegen Homosexuelle gerichteten § 175 verschärft hatten, nahm die Polizei in Detmold den aus Braunschweig stammenden 26-jährigen Tischler und Stricher Hans Burg und zwei seiner Kumpane wegen Erpressung fest. In der folgenden Vernehmung denunzierte Burg insgesamt 36 Personen, darunter auch den Opernsänger Karl Giebel. Dieser habe „ein festes Verhältnis mit einer männlichen Person von etwa 18 Jahren,“ die Burg aber „nur vom Ansehen bekannt“ sei.
Von einer Verfolgung Giebels durch die Nationalsozialisten ist bisher – anders als etwa im Falle des seinerzeit ebenfalls in Hannover lebenden und von Hans Burg denunzierten Kabarettisten Friedrich Schwarz – nichts bekannt geworden, obwohl Giebel „allgemein als Homosexueller bekannt war.“
Noch 1936 veranstaltete der Opernsänger in seiner Wohnung Kaffeekränzchen für Homosexuelle. „Dabei soll [jedoch] einmal die Polizei erschienen sein und einen seiner Gäste in Untersuchungshaft genommen haben.“
1938 trat Giebel als Nürnberger Kothner in Wagners Meistersingern auf, sang später den Rigoletto von Verdi.
Giebel lebte noch in der Nachkriegszeit in Hannover, wo er 1959 im Alter von 60 Jahren starb.